# Stanhopeichthys libanicus
Stanhopeichthys libanicus è un pesce osseo estinto, appartenente ai crossognatiformi. Visse nel Cretaceo superiore (Cenomaniano, circa 98 milioni di anni fa) e i suoi resti fossili sono stati ritrovati in Libano.

## Descrizione
Conosciuto per uno scheletro completo lungo circa 22 centimetri, questo pesce era di medie dimensioni e assomigliava vagamente a un salmone o a una trota. Era dotato di un osso pterotico dal processo posteriore appuntito. Stanhopeichthys era caratterizzato da uno scheletro caudale molto arcaico, con le ultime tre vertebre caudali non fuse, sette ipurali autogene, tre epurali e tre uroneurali. Stanhopeichthys era affine a un altro crossognatiforme del Cretaceo superiore, Nardopiscis, per le due ossa parietali separate l'una dall'altra dalla regione posteriore stretta delle ossa frontali, e non dal supraoccipitale. La premascella era allungata e priva di processo ascendente, mentre la mascella era lunga e stretta; era presente una supramaxilla allungata. L'articolazione tra la mandibola e il quadrato era situata ben oltre il margine orbitale posteriore. Le scaglie erano piccole e cicloidi.

## Classificazione
Stanhopeichthys è un membro dei pachirizodontidi, un gruppo di pesci estinti vagamente simili a salmoni, tipici del Cretaceo e dell'inizio del Terziario, ascritti solitamente ai crossognatiformi. All'interno di questo gruppo, Stanhopeichthys fa parte di una branca dotata di una strana espansione posteriore dello pterotico, e sembrerebbe alla base di questo sottogruppo, in una posizione leggermente più basale dell'affine Lebrunichthys. 
Stanhopeichthys libanicus venne descritto per la prima volta nel 2020, sulla base di resti fossili ritrovati in Libano, nella zona di Hgula.